# 朱东兵
朱东兵（1962年2月—）山西介休人，新疆生产建设兵团卫生局局长。

## 生平
1984年7月参加工作，1987年6月加入中国共产党，同济医科大学公共卫生专业毕业，硕士研究生学历。1984年7月到1994年2月，在石河子医学院工作。1994年2月到1996年6月，任石河子医学院成教院副院长。1996年6月到2002年1月，任石河子大学学生处处长。2002年1月到2002年12月，任石河子大学研究生处处长。2002年12月到2012年9月，任新疆生产建设兵团卫生局党组成员、副局长。2012年9月起，任新疆生产建设兵团卫生局党组书记、局长。2013年1月起，兼任新疆生产建设兵团红十字会常务副会长。